# وسائط حميمة
الوسائط الحميمة هي أدوات صناعية وسيطية يتم إعدادها وجمعها من قِبل الأفراد والأصدقاء والعائلات لالتقاط مظاهر العلاقات الأسرية والعلاقات الحميمية وإحياء ذكراها. وتشمل الوسائط الحميمة أشياء مثل مجموعات الصور الشخصية والعائلية ومقاطع الفيديو والأفلام المنزلية واليوميات والمجلات والخطابات. واستنادًا إلى المعنى والقيم المنسوبة للشيء، يمكن اعتبار أي شيء من الوسائط الحميمة. وتحظى مقتنيات الوسائط الحميمة بأهمية كبيرة نظرًا لكونها «دليلاً» على وقوع حدث أو ذاكرة بالفعل.

## الوسائط الحميمة فيما يتعلق بالتكنولوجيا
«ذاكرتنا والقصص التي نبتدعها ونشاركها ونعيد روايتها ونعيشها هي وسيلة قوية نحدد من خلالها ونعبر عن هويتنا.»
في فصلهم الوارد في كتاب The New Everyday: Views on Ambient Intelligence (الجديد كل يوم: وجهات نظر حول عمليات تبادل المعلومات المحيطة)، والذي يحمل العنوان Intimate Media: Emotional Needs and Ambient Intelligence (وسائل الإعلام المحيطة: الاحتياجات العاطفية وعمليات تبادل المعلومات المحيطة)، يناقش جون كاس ولورنا جولدن وسلافا كوزلوف الوسائل التي يجد من خلالها البشر، بعدما تعرفوا على إمكانات التكنولوجيات الجديدة في أماكن عملهم، سبلاً لإعادة استخدام ما قد واجهوه وإيجاد الفوائد في أجزاء أخرى من حياتهم." وقد أدت هذه العملية إلى ظهور "الوسائط الحميمة" الرقمية والقائمة على وسائل الإعلام الاجتماعية مثل قصاصات الصحف الرقمية والبريد الإلكتروني والرسائل النصية وصفحات بينتريست والمدونات وقسم "الرسائل" على الفيس بوك ومواقع مشارك الصور عبر الإنترنت مثل فليكر والمواقع الإلكترونية مثل يوتيوب. وتختلف ذاكرة البشر اختلافًا كبيرًا عن ذاكرة الكمبيوتر من حيث الدقة والديمومة. إن تخزين الوسائط الحميمة على آلية جهاز كمبيوتر يساعد على المحافظة على دقة الذاكرة ويطيل من عمرها أيضًا. وإحدى المشكلات المحتملة فيما يتعلق بدمج الوسائط الحميمة والتكنولوجيا هي أن الوسائط الحميمة يتم تخزينها بدلاً من عرضها؛ فهي توجد على محركات الأقراص الصلبة والأقراص المدمجة والإنترنت. والطبيعة الزخرفية للوسائط الحميمة غير التكنولوجية تتيح للشخص إضفاء الذكريات وبواعث اللحظات السعيدة والأشياء العاطفية وما إلى ذلك على المكان الذي يعيش فيه. ومع ذلك، بدأ ظهور تكنولوجيات مثل الأطر الرقمية للصور في معالجة هذه العيوب التكنولوجية. وهذا المجال الرقمي الافتراضي فتح الطريق أمام عالم كامل من الاحتمالات.
ومع تحول الوسائط الحميمة حاليًا إلى العالم الرقمي بشكل متزايد، فإن قدرتها على التنقل والمشاركة والنسخ تتزايد بشكل كبير. ويمكن للشخص نقل الوسائط الحميمة من شخص إلى آخر أو من أسرة إلى أخرى، وليس هذا فقط بل يمكن أيضًا رؤية الوسائط الحميمة في عدد غير محدود من المواقع في آن واحد. وهذا يفتح الطريق أمام مملكة جديدة: تبادل المعلومات في البيئية المحيطة. وحاليًا لم تعد الوسائط الحميمة تقتصر على رفوف الكتب والعباءات والحجرات الخاصة وطاولات القهوة. ويمكن أن تسافر مع الشخص في جيبه أو عبر الهاتف الخلوي أو غير ذلك من الأجهزة الرقمية أينما ذهب.